# Lancelot Brown
Lancelot Brown (agosto de 1716 – Londres, 6 de fevereiro de 1783), mais conhecido por Capability Brown, foi um paisagista e arquitecto britânico, considerado como o pai da jardinagem paisagista inglesa.
Desenhava paisagens para os aristocratas do seu tempo. Os seus trabalhos caracterizavam-se pela sua aparência natural, dando a impressão de não ter sido planeados.  A alcunha "Capability" (capacidade, em português) é da sua própria autoria; indicava aos seus clientes que os seus jardins tinham "capacidade" ou "possibilidade".

## Jardins e parques
| - Castelo de Alnwick - Aske Hall - Audley End House - Aynhoe Park - Palácio de Blenheim - Bowood House - Broadlands - Burghley House - Burton Constable Hall - Castelo de Ashby - Charlecote Park - Chatsworth House - Chillington Hall - Clandon Park | - Clumber Park - Corsham Court - Croome Park - Euston Hall - Castelo de Grimsthorpe - Harewood House - Castelo de Highclere - Holkham Hall - Ickworth House - Longleat House - Milton Abbey - Packington Park - Petworth House - Prior Park Landscape Garden | - Ragley Hall - Scampston Hall - Sheffield Park Garden - Castelo de Sherborne - Sledmere House - Stowe Landscape Garden - Syon House - Temple Newsam - Trentham Gardens - Castelo de Warwick - Weston Park - Wimbledon Park - Wimpole Hall - Wrest Park Gardens |